# Seriphidium compactum
Seriphidium compactum là một loài thực vật có hoa trong họ Cúc. Loài này được (Fisch. ex DC.) Poljakov miêu tả khoa học đầu tiên năm 1961.